# 薛下村乡
薛下村乡是中国陕西省榆林市吴堡县下辖的一个乡。

## 行政区划
薛下村乡下辖以下行政区：
薛下村、前山村、后山村、水游村、横沟村、寨山村、安家山村、大石坬村、南山上村、李家圪崂村、东王家山村、武家山村、砖窑山村、畔畔山村、李家沟村、槐树港村、枣丰树村、准则山村、续家坬村、小王家山村、薛上村、庙岔上村、南峪则村、前胡家山村、王家圪崂村、辛社窠村、后胡家山村